# A nemzeti összetartozás éve
2020. június 4-én volt a trianoni békediktátum aláírásának 100. évfordulója.
A magyar Országgyűlés 18/2019. (VI. 18.) OGY határozattal „a történelmi Magyarország területét szétdaraboló és a magyar nemzet harmadát idegen államok fennhatósága alá szorító, 1920. június 4-én aláírt békediktátum 100. évfordulójára” emlékezve a 2020. évet a nemzeti összetartozás évének nyilvánította.
A trianoni békediktátum aláírásának napjáról egyébként minden évben június 4-én, a nemzeti összetartozás napja kapcsán emlékeznek meg, 2020. évben az egész év e centenárium jegyében telik.